# Ludovic Blas
Ludovic Régis Arsène Blas (* 31. Dezember 1997 in Colombes, Île-de-France) ist ein französischer Fußballspieler, der als Mittelfeldspieler für Stade Rennes in der Ligue 1 spielt.

## Vereinskarriere
2013 wechselte Blas in die Jugendabteilung des EA Guingamp und gab 2014 sein Debüt für die B-Mannschaft. Sein erstes Spiel in der Ligue 1 absolvierte er am 6. Dezember 2015 bei einer 0:1-Auswärtsniederlage gegen Girondins Bordeaux. In den nächsten Jahren konnte er sich als Stammspieler etablieren.
Zu Beginn der Saison 2019/20 wechselte er zum Ligakonkurrenten FC Nantes. Dort verbrachte der Spieler vier Jahre, bevor er sich im Juli 2023 Stade Rennes anschloss.

## Nationalmannschaft
Blas gewann mit Frankreich die U-19-Europameisterschaft 2016 und wurde in die Mannschaft des Turniers gewählt.

## Sonstiges
Er wurde in Frankreich geboren, seine Eltern stammen aus Martinique.

## Erfolge
FC Nantes
- Französischer Pokalsieger: 2022

### Nationalmannschaft
- U19-Europameister: 2016